# Tempi moderni (programma televisivo)
Tempi moderni è stato un programma televisivo italiano, andato in onda per dieci edizioni, tra il 1998 e il 2010.

## Il programma
La trasmissione è andata in onda dapprima nel pomeriggio del sabato su Italia 1, per poi venir trasmessa in prima serata il mercoledì, ed è stata condotta da Daria Bignardi per ben sei edizioni.
La prima edizione è andata in onda dal 4 aprile al 25 luglio 1998, la seconda dal 12 settembre dello stesso anno sino al 31 luglio 1999, la terza dal 15 settembre dello stesso anno sino al 14 giugno 2000, la quarta dal 5 marzo al 26 dicembre 2001, la quinta dal 28 agosto al 25 dicembre 2002 e la sesta dal 20 gennaio al 22 settembre 2003. Le ultime quattro edizioni, dal 2006 al 2010, sono state trasmesse su Rete 4 con la conduzione di Irene Pivetti e Ilaria Cavo.
Il programma era un talk show che proponeva in ogni puntata un tema di fenomeni di costume o categorie sociali, rappresentati in studio, e potevano intervenire nel dibattito sia gli ospiti della trasmissione che il pubblico. Nelle ultime edizioni era presente, come opinionista, la giornalista Maria Giovanna Maglie.
Nei promo era usata la canzone The Passenger nella versione di Siouxsie and the Banshees.
La sigla del programma dal 2006 al 2010 è Useless dei Depeche Mode.
Il programma è replicato dall'11 novembre 2014 sul canale Mediaset Extra.